# Fekete Madonna ház

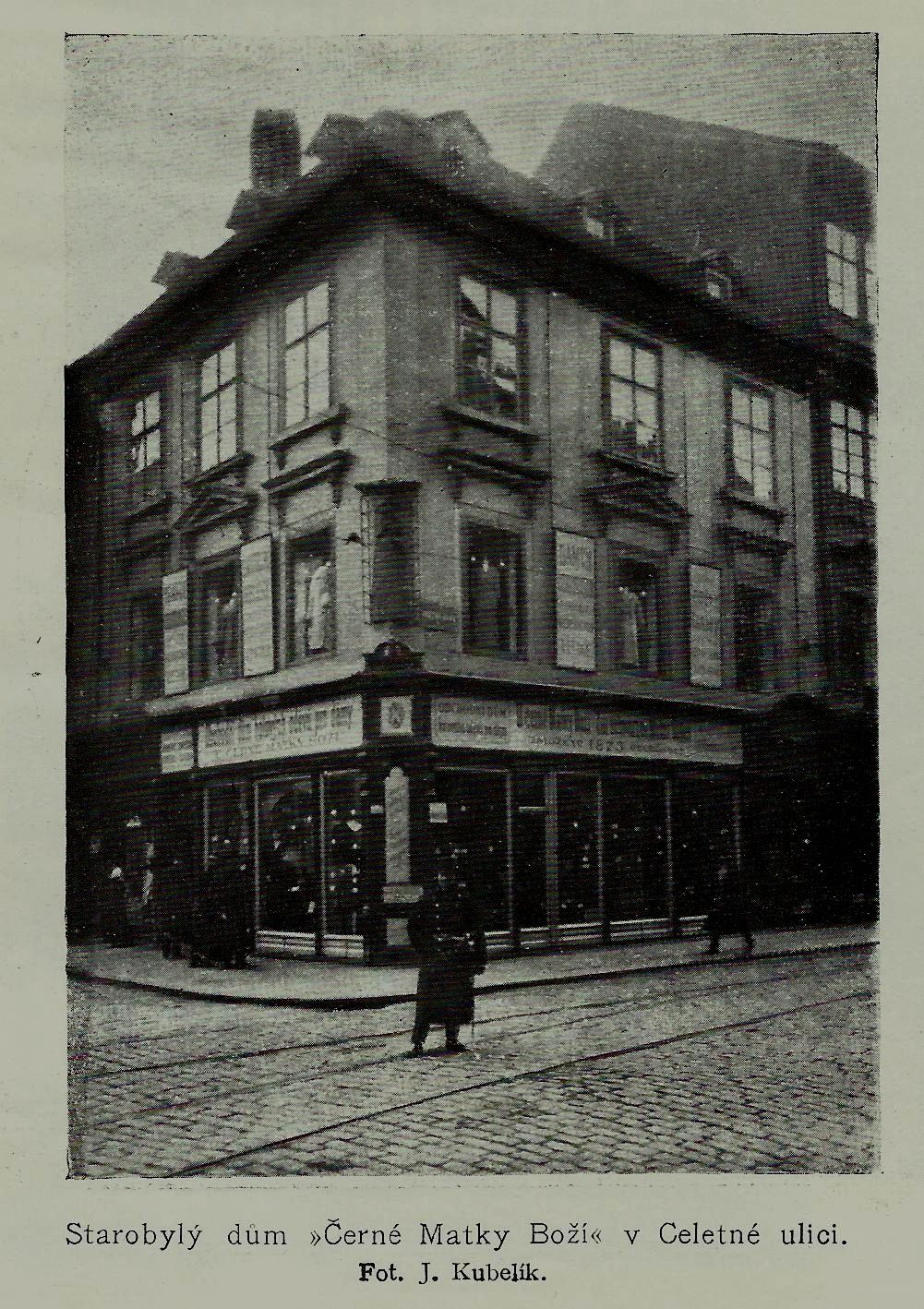
Az eredeti, barokkos épület az átépítés előtt, 1911-ben

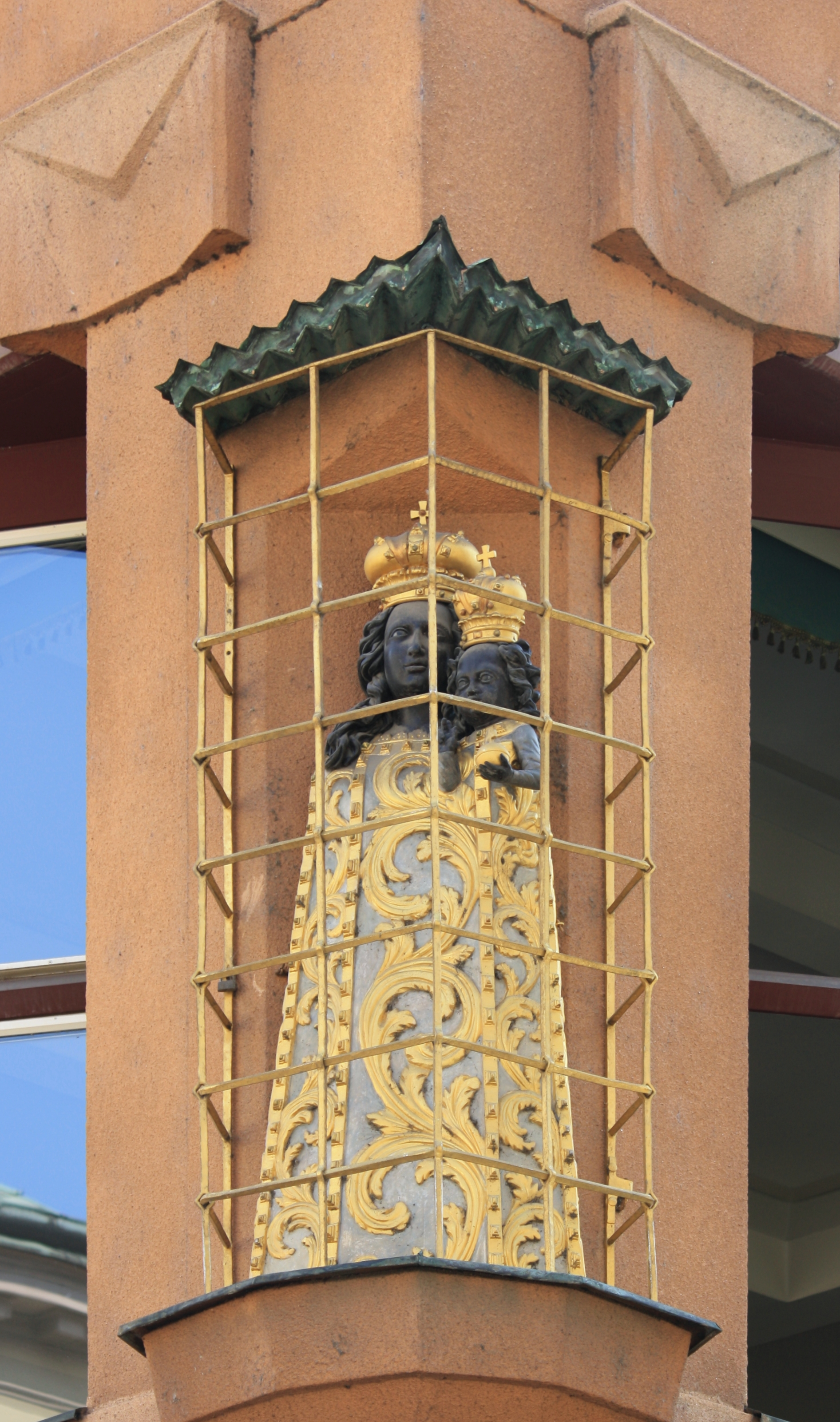
A Fekete Istenanya

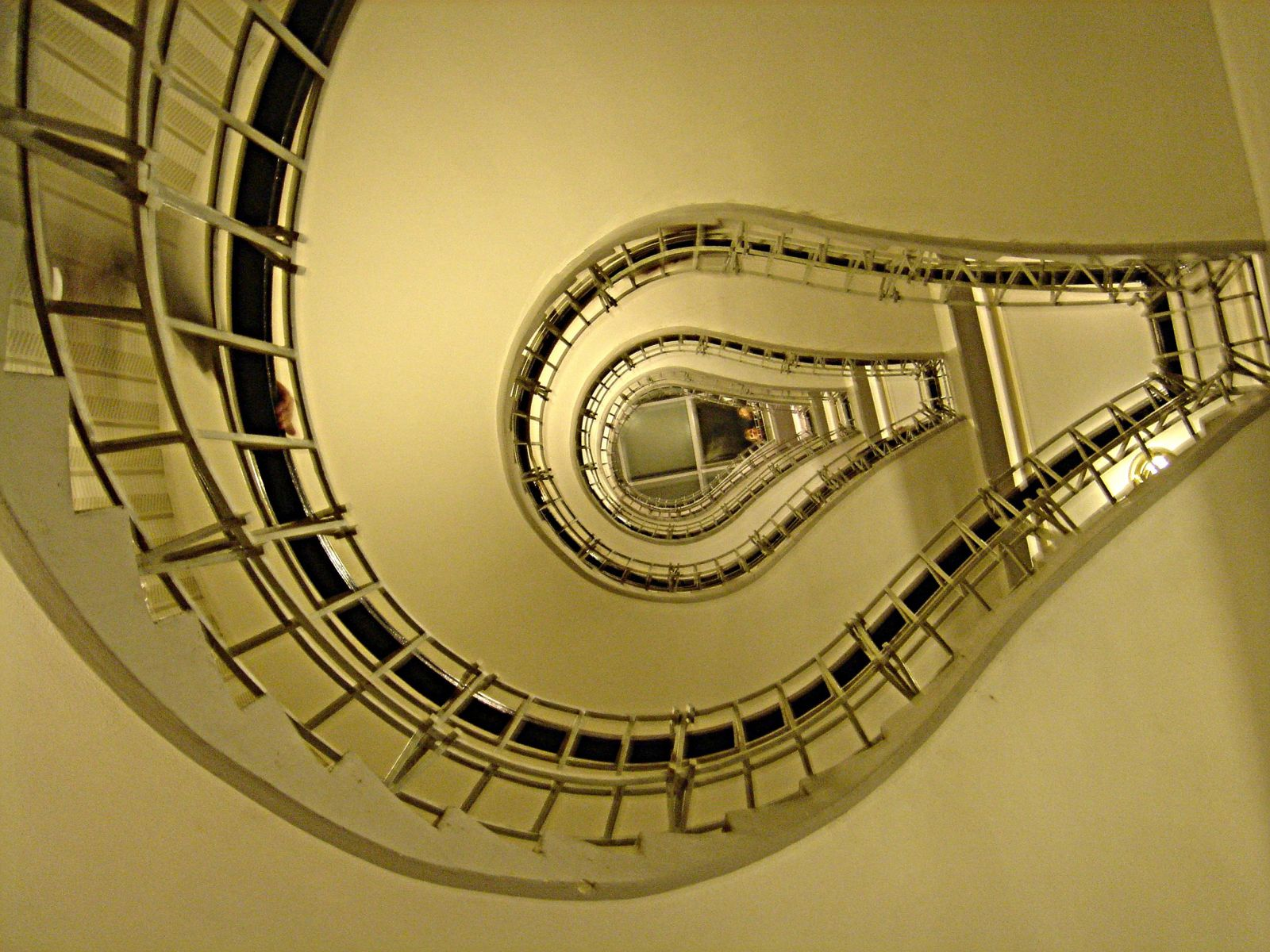
Különleges lépcsőháza felülnézetben

A Fekete Madonna ház (Ház a Fekete Madonnához, csehül: Dům U Černé Matky Boží) a Prága 1. kerületében húzódó Celetná utcában áll a Lőportoronyhoz közel, a Gyümölcspiac (Gyümölcspiac utca) sarkán (Celetná ulice 569/34, Ovocný trh 19.). A Celetná utcában vezetett el a Vyšehradból a várba tartó királyi út.

## Története
Barokk stílusú palotának épült a 17. században; a nevét is ekkor kapta. A 19. században(?) üzletté alakították át; ebből az időből maradtak ránk a földszinti üvegfalak.
Jelenlegi formájára 1912-ben építette át Josef Gočár tervei alapján Matěj Blecha építőipari cége. A többfunkciós épület földszintjén üzleteket, a magasabb emeleteken irodákat és lakásokat alakítottak ki. Az első emeleten kapott helyet a legendás Orient kávéház.
A ház névadóját, a Fekete Istenanya szobrocskáját megtartották.
Az 1994-es felújítás után stílusosan itt helyezték el a Cseh Kubista Múzeumot, amely a Csehországban 1910–1919 között divatozott irányzatot és alkotóit mutatja be. A kiállítás túlterjeszkedett az épület három fölső szintjén, de a hely még így is kicsinek bizonyult, ezért egyes tárgyakat a Nemzeti Galéria Kereskedelmi Palotájában, másokat a Kampa Múzeumban állítottak ki. 2012-ben a múzeumot továbbköltöztették a Veletrini-palotába.
Az első emeleti kávézót 2005-ben még egyszer felújították, de az eredeti berendezést a lámpaernyőktől a ruhafogasig hiánytalanul meghagyták; ezzel ez maradt a földkerekség egyetlen kubista stílusban berendezett kávéháza.

## Az épület
Eredeti, barokk stílusjegyeiből a jelentős magasítással járó átépítés után semmi se maradt. Egyike Prága nagyon ritka kubista stílusú épületeinek, de azonban a gondos tervezésnek köszönhetően nem üt el feltűnően a környező barokk házaktól.
A több síkra bontott homlokzati elemek a belső terekben a fény és árnyék szokatlan kölcsönhatásait hozzák létre.
Lépcsőháza egészen különleges, szokatlan alaprajzú.

## Szobrok, díszítmények
A Fekete Istenanya barokk szobrocskáját a ház egyik sarkán kialakított, rácsos szoborfülkében helyezték el.